# Goran Rađenović
Goran Rađenović (ur. 4 listopada 1966 w Niszu) – piłkarz wodny. W barwach Jugosławii złoty medalista olimpijski z Seulu.
Mierzący 197 cm wzrostu zawodnik w 1988 wspólnie z kolegami triumfował w rywalizacji waterpolistów, była to jego jedyna olimpiada. W turnieju wystąpił w siedmiu meczach i strzelił sześć goli. Występował w barwach Partizana. W 1991 został mistrzem świata i Europy.